# Minutemen
Pour les articles homonymes, voir Minutemen (homonymie).
Minutemen est le nom donné aux membres de la milice des Treize colonies qui jurèrent d'être prêts à combattre dans les deux minutes.

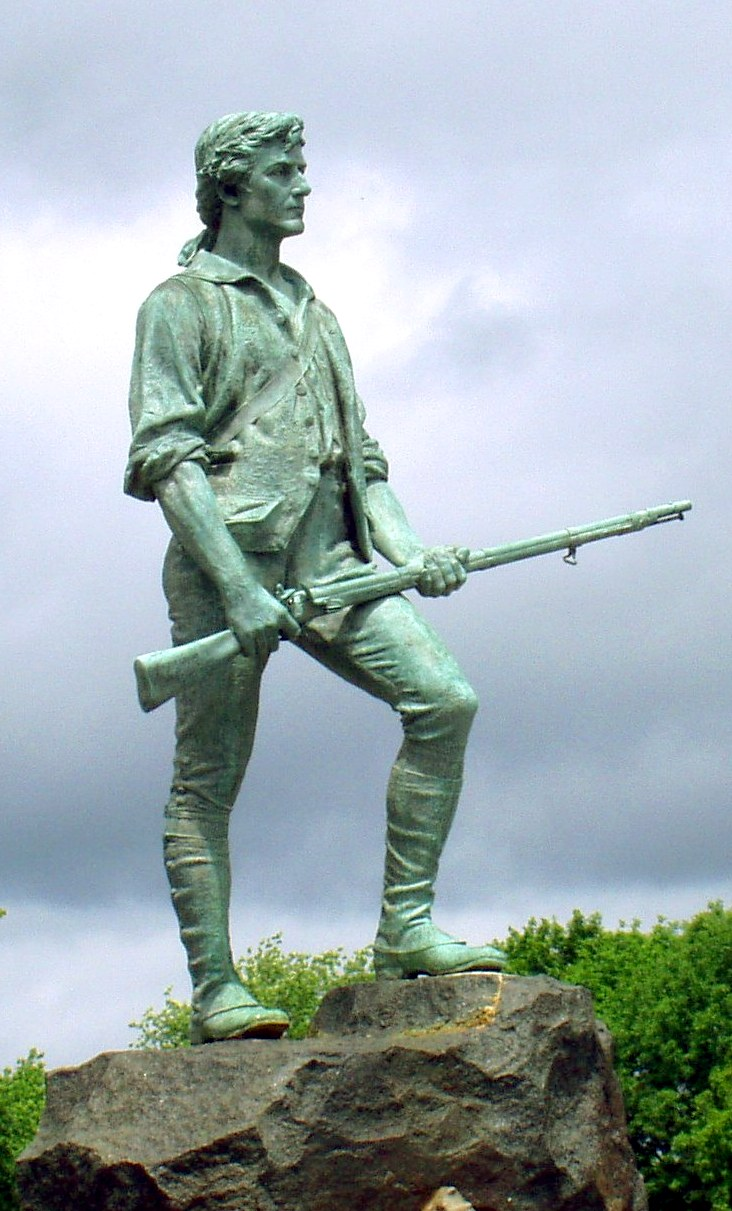
Minuteman de Lexington représentant John Parker.

Ce terme a depuis été employé pour désigner d'autres unités militaires des États-Unis, se référant au succès et au patriotisme des minutemen d'origine. Il est aujourd'hui surtout employé pour désigner des milices paramilitaires ciblant les clandestins et particulièrement actives à la frontière avec le Mexique,,.

## Histoire
Dès 1645, au sein de la colonie de la baie du Massachusetts, quelques hommes furent sélectionnés parmi les troupes locales pour être prêts à un déploiement rapide. Les minutemen étaient généralement choisis parmi les colons d'une même ville, ainsi il n'était pas rare pour eux de combattre aux côtés de cousins ou de beaux-frères.
Quelques villes du Massachusetts ont très tôt organisé une partie de leur milice pour en faire des minutemen alors que d'autres préféraient maintenir la leur en une seule et même unité. Après la Powder Alarm fin 1774, les leaders patriotiques au sein du tout nouveau congrès du Massachusetts recommandèrent que toutes les milices comprennent des compagnies de minutemen (des unités spéciales dont les membres suivraient un entraînement complémentaire, se tenant prêts à l'action en cas d'urgence), seules quelques villes suivirent cette recommandation.
Les minutemen avaient le plus souvent moins de 25 ans et étaient sélectionnés pour leur enthousiasme, leur fiabilité et leur force. Ils étaient la première force armée à rejoindre le champ de bataille ou à se tenir prête pour un quelconque conflit. Les officiers étaient élus par leurs hommes et chaque unité rédigeait une convention qui devait être signée au moment de l'enrôlement. En règle générale, ils se rassemblaient pour l'entraînement quatre fois par an, en temps de paix. Il n'était pas rare de voir les officiers, en plein milieu d'une bataille, consulter leurs hommes à propos d'une décision à prendre, au lieu de donner des ordres qui devaient être suivis sans discuter.

## Motivation

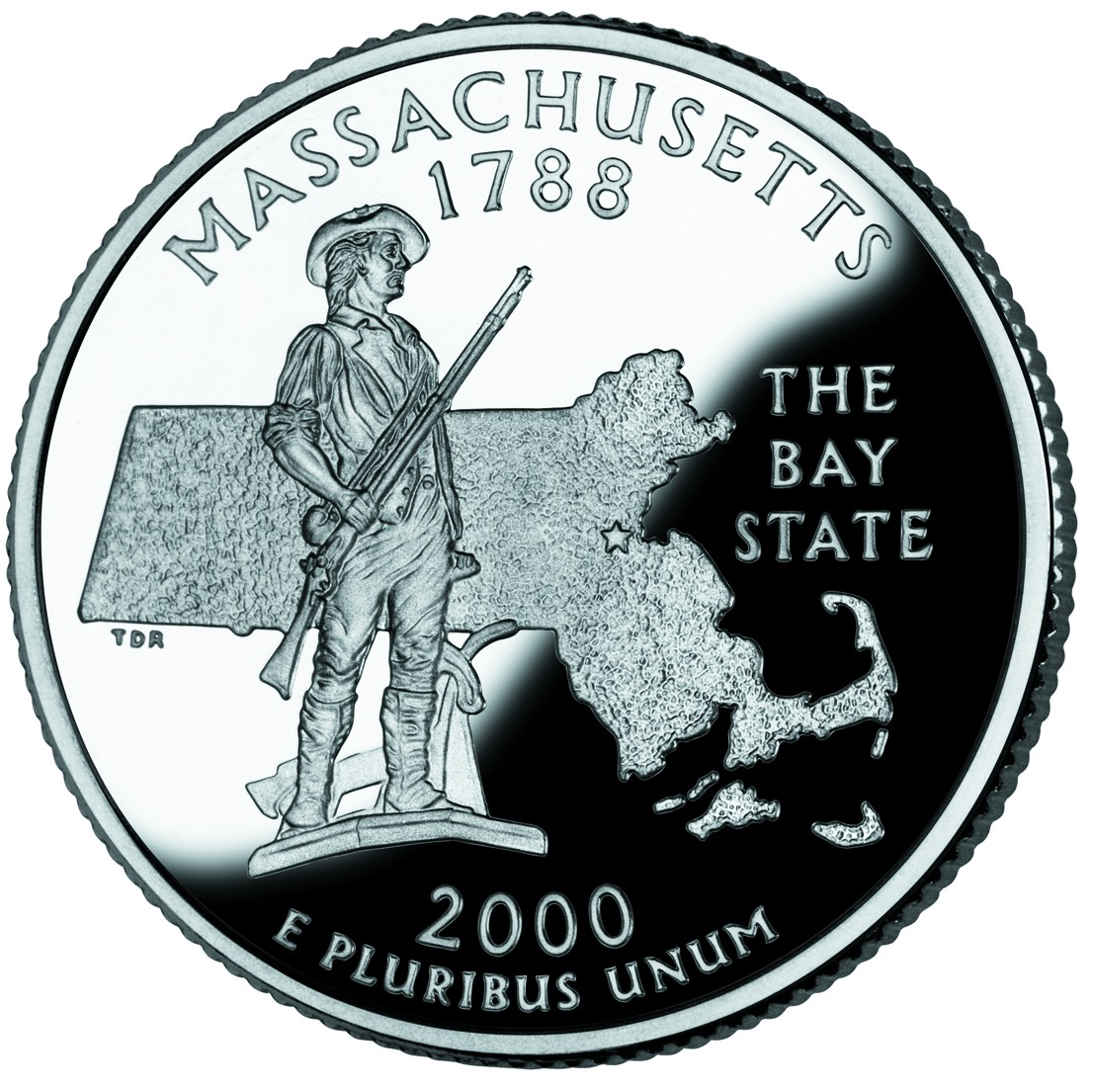
Statue d'un minuteman sur la pièce de 25 cents de l'État du Massachusetts.

Le mode de prise de décision municipales et du corps législatif colonial en Nouvelle-Angleterre faisaient que ces hommes avaient déjà depuis plusieurs générations l'expérience d'un auto-gouvernement. Même si la plupart d'entre eux n'était pas capable d'exprimer leurs forts sentiments envers les droits de l'homme et les buts gouvernementaux, ils savaient que l'armée britannique professionnelle, qui avait autrefois combattu à leurs côtés face à un ennemi commun, était cette fois-ci sur leurs terres afin de les priver de leurs libertés. Un homme du Massachusetts utilisa l'expression « An Englishman's home is his castle » (« charbonnier est maître chez soi ») quand il expliqua à ses amis pourquoi il s'était barricadé chez lui, pour combattre l'armée britannique comme cela se déroula souvent lors de la phase finale de la bataille de Lexington et Concord. Le patriote américain type du Massachusetts se battait pour une idée politique et ceci même aux tout  premiers moments de la guerre, lorsque la volonté d'indépendance envers la Grande-Bretagne n'était pas encore un sentiment partagé par tous.

## Équipement, entraînement et tactiques

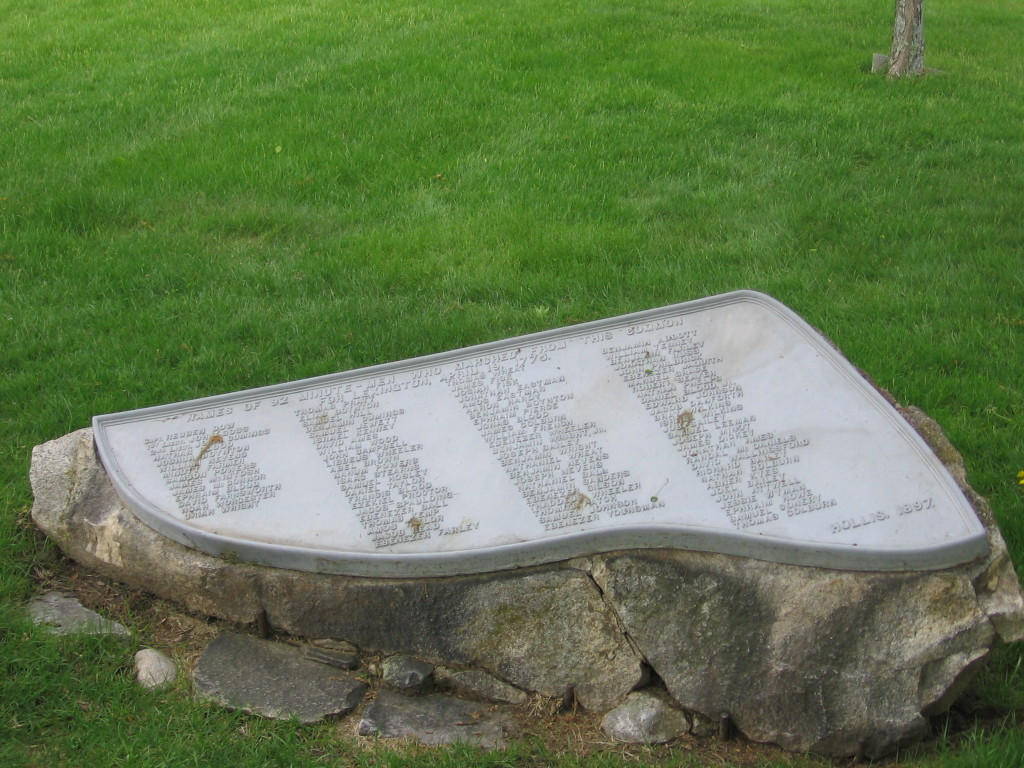
Monument en l'honneur des minutemen à Hollis (New Hampshire).

La plupart des milices coloniales ne fournissant ni armes ni uniformes, les hommes devaient s'équiper eux-mêmes. Nombre d'entre eux portaient simplement leurs vêtements de ferme ou de travail, d'autres disposaient d'habits de chasse faits de peaux de daim. Quelques-uns se paraient même d'attributs indiens, allant jusqu'à mettre des peintures de guerre sur leur visage, afin d'intimider l'ennemi. La majorité des minutemen utilisaient des fusils de chasse, dépourvus de baïonnette, mais précis à longue distance.
L'armée continentale régulière reçut par la suite un entraînement militaire à l'européenne au contraire des milices. Les minutemen n'étaient pas utilisés dans les classiques batailles en ligne de l'époque mais plutôt en tant que chasseurs à pied ou tireurs d'élite, rôles dans lesquels ils se révélaient beaucoup plus efficaces.
Leur expérience les rendait aptes à la guérilla, la plupart d'entre eux étant chasseurs sur la frontier. Les guerres indiennes et plus particulièrement la Guerre franco-indienne avaient appris aux hommes et aux officiers l'importance de la guérilla, alors que les troupes britanniques, arrivées fraîchement d'Europe, y sont totalement étrangères. Les terres sauvages qui s'étendent hors des villages coloniaux, très familières aux minutemen, favorisent également ce type de combat.
Le fusil qu'utilisaient les minutemen se prêtait également bien à leur tactique de combat, le rainurage hélicoïdal de l'âme du canon lui donnant une plus grande précision de tir. En revanche, le chargement de cette arme étant plus long et la fréquence de tir diminuée, ce type d'arme n'était pas utilisé par l'infanterie régulière mais plutôt pour la chasse. Dans leur rôle de tirailleurs, les minutemen faisaient feu et se mettaient à couvert (ou se retiraient brusquement derrière d'autres troupes) avant que les soldats britanniques ne puissent les mettre en joue. La meilleure précision et la portée plus longue de ce type de fusils, ajouté à leur expérience de chasseurs qui en faisait des tireurs d'élite, donna aux minutemen une réputation funeste.
Comme munitions et provisions étaient rares et constamment l'objet de saisies par les patrouilles britanniques, elles étaient, par mesure de précaution, souvent cachés par les minutemen dans des champs ou des zones boisées mais aussi dissimulées sous les planchers des maisons et des granges.

## Héritage

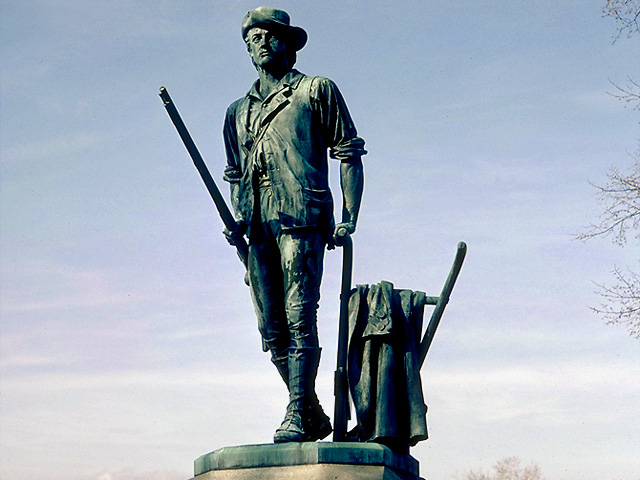
Le Minute Man de Concord sous les traits d'Isaac Davis.

À l'occasion du centenaire de la première résistance victorieuse aux forces britanniques, Daniel Chester French créa l'une de ses plus célèbres statues (avec celle du Lincoln Memorial), le Concord minuteman. Sur le socle de la statue on trouve la strophe de l' Hymne de Concord écrit par Ralph Waldo Emerson en 1837 "Shot heard 'round the world" (Un tir qui résonna tout autour du monde). La statue représente Isaac Davis, capitaine de la milice de la ville d'Acton dans le Massachusetts, premier mort au combat à Concord lors de la bataille de Lexington et Concord le 19 avril 1775.
Une médaille portable commémorative du bicentenaire du « minuteman » existe. Elle représente un minuteman armé d'un fusil, les 13 étoiles des États d'origine, le revers est vierge. Le ruban est composé de 3 bandes égales, bleue/blanche/rouge.

### Source
- (en) Cet article est partiellement ou en totalité issu de l’article de Wikipédia en anglais intitulé « Minutemen » (voir la liste des auteurs).